# Hennediella antarctica
Hennediella antarctica är en bladmossart som beskrevs av Ryszard Ochyra och Celina Maria Matteri 1996. Hennediella antarctica ingår i släktet Hennediella och familjen Pottiaceae. Inga underarter finns listade i Catalogue of Life.